# János Koltai
Dans le nom hongrois Koltai János, le nom de famille précède le prénom, mais cet article utilise l’ordre habituel en français János Koltai, où le prénom précède le nom.
János Koltai, né le 8 juin 1935 à Budapest (Hongrie), est un acteur, scénographe, artiste et réalisateur hongrois.

## Biographie
János Koltai s'est marié avec l'actrice Éva Pap en 1964. Le couple a un enfant.

## Filmographie partielle

### Au cinéma
- 1959 : Játék
- 1960 : Kilenc perc...
- 1961 : Deux Mi-temps en enfer (Két félidő a pokolban) de Zoltán Fábri : Géza
- 1962 : Elveszett paradicsom
- 1963 : Groteszk : l'artiste
- 1963 : Cantate (Oldás és kötés) de Miklós Jancsó : Iván Kovács
- 1964 : Alouette (Pacsirta) de László Ranódy
- 1964 : Új Gilgames
- 1965 : Mon chemin (Így jöttem) de Miklós Jancsó : Juif rentrant chez lui
- 1965 : Déltől hajnalig : mineur
- 1965 : Nem
- 1965 : Tilos a szerelem : serveur
- 1966 : Les Sans-Espoir (Szegénylegények) de Miklós Jancsó : Béla Varjú
- 1966 : Jours glacés (Hideg napok) : Adolf Gottlieb
- 1966 : Kárpáthy Zoltán : Adam Clark
- 1967 : Utószezon : communiste
- 1967 : ...Hogy szaladnak a fák! : Török Mihály
- 1967 : Les Dix Mille Soleils (Tízezer nap) de Ferenc Kósa : Fülöp Bánó
- 1967 : A múmia közbeszól : momie
- 1967 : Egy szerelem három éjszakája
- 1968 : A völgy : Iván
- 1968 : Falak : invité 3
- 1968 : Silence et Cri (Csend és kiáltás) de Miklós Jancsó : paysan
- 1968 : Keresztelő : Fodor András
- 1968 : A hamis Izabella : inspecteur
- 1968 : Próféta voltál szívem : Máté Albert
- 1969 : Hazai pálya : le secrétaire du Parti
- 1969 : Pokolrév
- 1969 : Feldobott kő : inspecteur
- 1970 : Szemtől szembe : Holló Gyula
- 1970 : Arc : résistant
- 1970 : Ítélet : Lőrinc, prêtre
- 1971 : Égi bárány : officier roux barbu
- 1972 : Psaume rouge (Még kér a nép) de Miklós Jancsó : socialiste
- 1972 : Paysage mort (Holt vidék) de István Gaál : prêtre
- 1972 : Romantika : acteur montrant des photos
- 1973 : A magyar ugaron : Simon Gyula
- 1975 : Bekötött szemmel : médecin de l'hôpital
- 1976 : Labirintus : frère de la monteuse
- 1976 : Segesvár
- 1978 : Les Hongrois (Magyarok) de Zoltán Fábri : prisonnier français
- 1979 : Rosszemberek : Mérei (voix)
- 1987 : Érzékeny búcsú a fejedelemtől
- 1988 : Soha, sehol, senkinek!
- 1997 : Le Joueur (The Gambler) de Károly Makk : gérant de casino
- 2000 : Portugál
- 2002 : Szép halál volt
- 2002 : Elle et Moi (She Me and Her) : danseur
- 2007 : Az alma : le mort

### À la télévision
- 1987-1999 : Szomszédok : Gábor Gábor (320 épisodes)

## Récompenses et distinctions
- Prix Mari-Jászai